# Wolfram Schubert

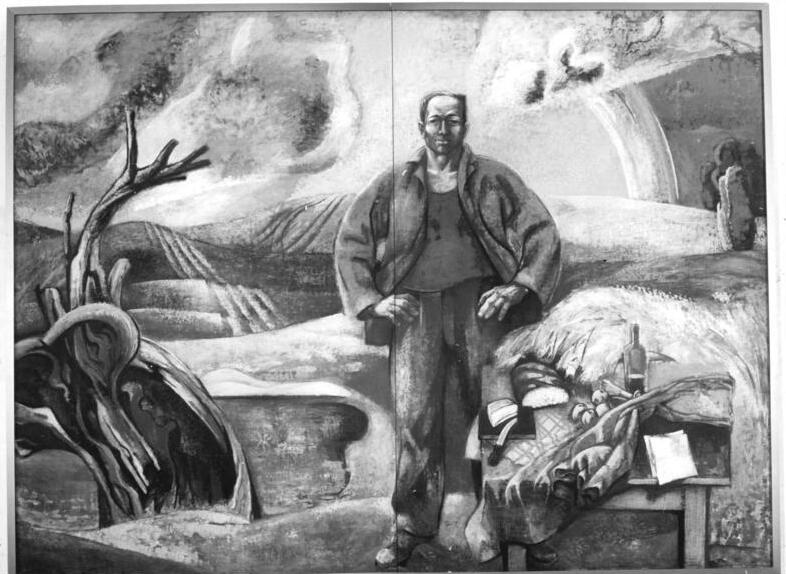
Dieses Bild von Wolfram Schubert gilt der sozialistischen Landwirtschaft, die Brot für alle schafft. Es befand sich im Palast der Republik.

Wolfram Schubert (* 30. September 1926 in Körbitz) ist ein deutscher Maler, Grafiker und Hochschullehrer.

## Leben
Nach Schulzeit an der Saldria in Brandenburg an der Havel meldete sich Wolfram Schubert 1944 als Kriegsfreiwilliger zur Wehrmacht. Im gleichen Jahr geriet er in Breslau in Kriegsgefangenschaft und wurde bis 1949 beim Wiederaufbau der sowjetischen Wirtschaft eingesetzt.
1950 begann er ein Studium der Malerei an der Hochschule für angewandte Kunst Berlin-Weißensee und beendete dieses 1955 erfolgreich mit Diplom. Zu seinen Lehrern gehörten Kurt Robbel, Horst Strempel und Bert Heller. Als Aspirant bei Fritz Dähn blieb er bis 1959 an der Hochschule. Danach arbeitete er freiberuflich.
1960 zog die Familie nach Neubrandenburg. Dort war er von 1965 bis 1988 Bezirksvorsitzender des Verbandes Bildender Künstler der DDR. Studienreisen führten ihn in dieser Zeit unter anderem in die Sowjetunion, nach Rumänien, Usbekistan, Guinea, Mali, Syrien und Nordkorea. 1969 gehörte er zu den Mitbegründern des Zentrum Bildende Kunst Neubrandenburg, dessen Mitarbeiter er bis 1972 war.
Im Rahmen einer Ausstellung in Weimar wurde 1969 erstmals sein Gemälde Prager Frühling gezeigt. Nur durch die Umbenennung des Bildes in Auseinandersetzung wurde es nicht aus der Ausstellung entfernt.
1972 wurde er von Walter Womacka an die Kunsthochschule Berlin-Weißensee geholt, wo er bis 1977 als Dozent arbeitete und das Fachgebiet Malerei leitete. Schubert hatte in der DDR und im Ausland eine bedeutende Zahl von Einzelausstellungen und Ausstellungsbeteiligungen, u. a. von 1958 bis 1988 an allen Deutschen Kunstausstellungen bzw. Kunstausstellungen der DDR in Dresden.
Nach 1990 gab er sein Atelier auf. 2003 wurde er Mitglied im Künstlersonderbund in Deutschland. Anlässlich seines 80. Geburtstages wurde 2006 ein großer Katalog der künstlerischen Werke veröffentlicht. 2019 wurde bekannt, dass der Landkreis Mecklenburgische Seenplatte das gesamte Werk von Wolfram Schubert übernimmt.
Schubert lebte und arbeitete von 1970 bis 2020 in Potzlow in der Uckermark. Heute wohnt er mit seiner Frau in Gardelegen in der Altmark.

## Auszeichnungen (Auswahl)
- 1970: Kunstpreis der DDR
- 1984: Theodor-Körner-Preis
- 1986: Johannes-R.-Becher-Medaille in Gold
- 1987: Vaterländischer Verdienstorden in Silber

## Werke (Auswahl)

### Tafelbilder
- Im grünen Zimmer (1959, Öl, 60 × 100 cm)
- Liegende (1960, Öl, 72,5 × 100 cm)
- Selbstporträt (1961, Öl, 48 × 70 cm)
- Frau mit weißem Kopftuch (1961, Öl, 75 × 47 cm)

### Baugebundene Werke
- 1969 Kampf und Sieg der Arbeiterklasse, Wandbild im heutigen Neubrandenburger Rathaus
- um 1972 Erlebnis Kunst (Folge von Wandbildern, Email auf Kupfer, Neubrandenburg, Speisesaal des damaligen VEB Maschinelles Rechnen)[4]
- 1978 Einheit von Volk und Partei, Wandbild am Gebäude der SED-Kreisleitung Prenzlau (Abriss 2005)[5]